# Cuzco (metrostation)
Cuzco is een metrostation in het stadsdeel Tetuán van de Spaanse hoofdstad Madrid. Het station werd geopend op 10 juni 1982 en wordt bediend door lijn 10 van de metro van Madrid.